# هاباردز، نوا اسکوشیا
هاباردز (به انگلیسی: Hubbards) یک منطقهٔ مسکونی در کانادا است که در نوا اسکوشیا واقع شده‌است. هاباردز ۴۰۱ نفر جمعیت دارد.